# James H. Sinclair

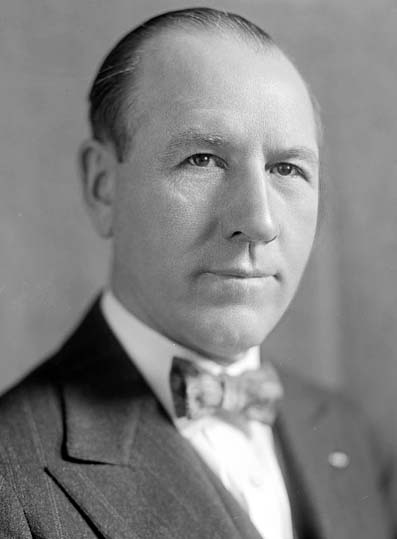
James H. Sinclair

James Herbert Sinclair (* 9. Oktober 1871 in St. Marys, Ontario, Kanada; † 5. September 1943 in Miami, Florida) war ein US-amerikanischer Politiker. Zwischen 1919 und 1933 vertrat er den dritten und von 1933 bis 1935 den zweiten Wahlbezirk des Bundesstaates North Dakota im US-Repräsentantenhaus.

## Frühe Jahre
Im Jahr 1883 kam James Sinclair mit seinen Eltern nach Cooperstown im Griggs County in North Dakota. Dort besuchte er die öffentlichen Schulen. Danach absolvierte er die Mayville State Normal School. Anschließend arbeitete er von 1896 bis 1898 in der Schulverwaltung von Cooperstown und von 1899 bis 1905 war er Notar im Griggs County. Sinclair war Mitbegründer der First National Bank of Binford. Von 1905 bis 1908 arbeitete er auch bei dieser Bank. Nach einem Umzug nach Kenmare im Ward County begann er sowohl in der Landwirtschaft als auch im Immobiliengeschäft tätig zu werden.

## Politischer Aufstieg in den US-Kongress
Sinclair wurde Mitglied der Republikanischen Partei. Von 1915 bis 1919 war er Abgeordneter im Repräsentantenhaus von North Dakota. Bei den Kongresswahlen des Jahres 1918 wurde er für den dritten Wahlbezirk seines Staates als Nachfolger von Patrick Daniel Norton in das US-Repräsentantenhaus gewählt. Nachdem er in den folgenden Jahren jeweils wiedergewählt worden war, konnte er dieses Mandat zwischen dem 4. März 1919 und dem 3. März 1933 ausüben. Nach einer Volkszählung wurde der dritte Wahlkreis von North Dakota mit Ende der Legislaturperiode im März 1933 aufgelöst. Daher kandidierte Sinclair für die Kongresswahlen des Jahres 1932 im zweiten Wahlbezirk. Nachdem er diese Wahlen gewonnen hatte, löste er am 4. März 1933 Thomas Hall ab und absolvierte eine Legislaturperiode bis zum 3. Januar 1935. In dieser Amtszeit wurden der Beginn und das Ende der Legislaturperioden im US-Kongress von März auf den 3. Januar vorverlegt. 1934 wurde Sinclair von seiner Partei nicht mehr für eine weitere Amtszeit nominiert.

## Weiterer Lebenslauf
Nach dem Ende seiner Dienstzeit im US-Repräsentantenhaus war James Sinclair zwischen 1936 und 1939 Mitglied einer Sonderkommission, die sich mit Ansprüchen Mexikos bzw. mexikanischer Bürger befasste (Special Mexican Claims Commission). Er starb im September 1943 in Miami.